# براين غرانت
براين غرانت (بالإنجليزية: Bryan Grant)‏ مواليد 25 ديسمبر 1909 في أتلانتا، جورجيا، جورجيا، الولايات المتحدة - الوفاة 05 يونيو 1986 في أتلانتا، جورجيا، جورجيا، الولايات المتحدة، كان لاعب كرة مضرب أمريكي وكان يلعب باليد اليمنى. أعلى تصنيف له في الفردي كان المركز الـ 6 في سنة 1937.

## روابط خارجية
- براين غرانت على موقع رابطة محترفي التنس (الإنجليزية)
- براين غرانت على موقع الاتحاد الدولي لكرة المضرب (الإنجليزية)
- براين غرانت على موقع كأس ديفيز (الإنجليزية)
- براين غرانت على موقع قاعة مشاهير كرة المضرب الدولية (الإنجليزية)
- براين غرانت على موقع خلاصة التنس.كوم (الإنجليزية)
- براين غرانت على موقع قاعة جورجيا للمشاهير الرياضية (مؤرشف) (الإنجليزية)